# Quercus elmeri
Quercus elmeri — вид рослин з родини букових (Fagaceae), поширений у південно-східній Азії.

## Опис
Дерево досягає 35 метрів у висоту і більше; стовбур до 90 см у діаметрі. Кора сірувато-коричнева, товста. Гілочки спочатку червонувато-запушені, ± голі, з численними сочевичками. Листки шкірясті, довгасті, еліптичні або ланцетні, 6–14 × 2–5 см; верхівка загострена; основа клиноподібна, зазвичай асиметрична; край плоский, віддалено зубчастий на верхівковій 1/2; верх коричнювато-зелений, голий, блискучий; низ із сірувато-коричневим зірчастим нальотом, пізньо-майже-оголений; ніжка листка часто плоска зверху, ± гола, завдовжки 1–3 мм. Чоловічі сережки запушені, завдовжки 15–30 мм. Жіночі суцвіття густо волохаті, завдовжки 10–20 мм, 3–4-квіткові. Жолуді голі, блискуче коричневі, конічні або циліндричні, із вдавленою верхівкою, завдовжки 25–30 мм; чашечка зі 4–7 зубчастими кільцями, охоплює 1/4 горіха; дозрівання у вересні — квітні.

## Середовище проживання
Поширення: північне Борнео; Суматра; Малайзія; до 1500 метрів; населяє вологі тропічні ліси.